# Profili (album)
Profili è il quarto album antologico dei New Trolls, pubblicato nel 1982.

## Tracce
1. Una miniera
2. Adagio
3. Vent'anni
4. Il treno
5. Susy Forrester
6. Davanti agli occhi miei
7. Chi mi può capire
8. Sensazioni